# Lithuanian Gay League

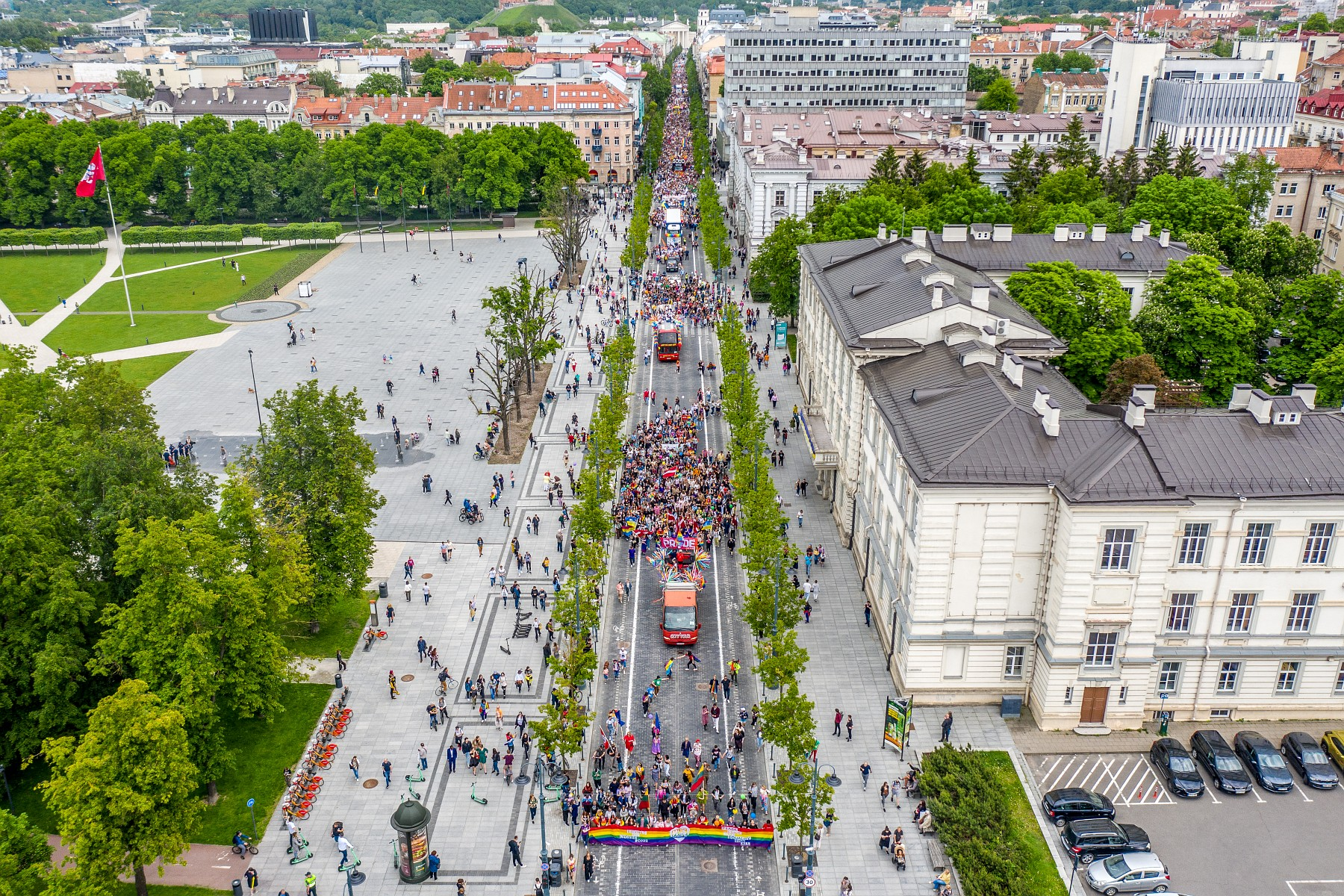
Parada LGBT+, Lituania.

Asociația națională Lithuanian Gay League (LGL) (Liga Lituaniană Gay) pentru drepturile persoanelor LGBT+ este singura organizație non-guvernamentală din Lituania care reprezintă exclusiv interesele comunității locale LGBT+. Asociația LGL este unul dintre cele mai stabile și mature organizații în sectorul civic în țară, fiind înființată în data de 3 decembrie 1993. Principiul de bază, care caracterizează activitățile asociației, este independența față de orice interese politice sau financiare, cu scopul de a obține includerea și integrarea socială a comunității locale LGBT+ din Lituania în mod efectiv. Bazată pe expertiza acumulată în decurs de 20 ani din existență a organizației în domeniul advocacy-ului, a creșterii gradului de conștientizare și a construirii comunității, LGL se luptă pentru un progres consistent în domeniul drepturilor omului pentru persoanele LGBT+.
În momentul de față, echipa LGL este formată din 5 membri ai consiliului de administrație, 7 membri ai personalului, 2 voluntari internaționali (participând în activitățile organizației în cadrul Serviciului European de Voluntariat) și mai mult de 20 de voluntari locali și internaționali. Echipa LGL este vibrantă, dinamică, energetică și întotdeauna deschisă la membri, idei și proiecte noi. Trebuie subliniat că nu doar membrii comunității LGBT+ participă în activitățile organizației.
Biroul asociației LGL este în Vilnius, str. Pylimo nr. 21. Acesta este locul în care echipa LGL implementează diferite proiecte, organizează întâlniri și invită în mod constant membrii comunității locale LGBT+ și susținătorii lor la diverse evenimente. Biroul LGL oferă spațiu și pentru singurul Centru LGBT+ din țară. Centrul LGBT+ găzduiește o bibliotecă în legătură cu activitățile organizației, oferă acces gratuit la internet și oamenii sunt mereu bineveniți să vină la o ceașcă de cafea sau ceai. Centrul LGBT+ este deschis pentru toți vizitatorii binevoitori care vor să afle mai mult despre activitățile organizației și despre situația drepturilor LGBT+ din Lituania.
Asociația LGL este o organizație membră al Forumului Național de Egalitate și Diversitate (NEDF) și al Coaliției pentru Drepturile Omului (HRC). LGL face parte și din cooperații internaționale în cadrul organizațiilor-umbrelă, precum ILGA(Asociația Internațională a Gay-lor și a Lesbienilor), IGLYO, EPOA (Asociația Organizatorilor Europeni de Pride) și TGEU(Rețeaua Europeană Transgender). Obiectivele strategice al LGL pot fi realizate numai prin poziționarea problemelor legate de drepturile LGBT+ în discursul general despre drepturile omului. Așadar, LGL susține diverse inițiative în mod activ la nivel național și internațional.

## Activități
Activitățile principale ale organizației sunt: 1. supravegherea implementării obligațiilor internaționale acceptate voluntar de către Republica Lituaniei în legătură cu drepturile omului ale persoanelor LGBT+, 2. oprirea inițiativelor legislative homofobe, bifobe și transfobe, și promovarea adoptării legilor și politicilor care să se adreseze probemelor persoanelor LGBT+, 3. eliminarea discriminării instituționale față de persoanele LGBT+. Însă, egalitatea juridică formală nu se traduce automat în îmbunătățirea calității vieții. Deschiderea, sentimentul de apartenență comunitară și identificarea unor scopuri concrete reprezintă cheia succesului în împuternicirea persoanelor LGBT+ din Lituania.
LGL lucrează în mai multe domenii care influențează viețile persoanelor LGBT din Lituania. LGL incearcă să protejeze dreptul la libertatea de exprimare, în ciuda legii împotriva propagandei homosexuale, prin căi juridice, dezvoltarea campanilor pentru creșterea gradului de conștientizare și completarea discursului public cu informații pozitive în legătură cu persoanele LGBT. Dreptul la libertatea de asociere pașnică este exercitat prin organizarea evenimentelor la scală mare cu scopul creșterii gradului de conștientizare, precum evenimentul anual Rainbow Days și festivalul Baltic Pride (se desfășoară o dată la trei ani). Angajarea comunității este asigurată prin dezvoltarea segmentului voluntariatului în cadrul activităților organizației și prin organizarea de diferite conferințe, seminarii, workshop-uri și alte evenimente culturale pentru membrii comunității locale. Strategiile preventive împotriva infracțiunilor homofobe și transfobe inspirate de ură sunt aplicate prin monitorizarea și documentarea incidentelor săvârșite din ură, prin formarea poliției și prin creșterea gradului de conștientizare în comunitate cu scopul de a încuraja la raportarea infracțiunilor inspirate de ură. În final, avocatura este implementată prin prezentarea de raporturi paralele față de mecanismul internațional pentru protejarea drepturilor omului, prin publicarea buletinelor informative al organizației (mai mult de 6,000 de abonați internaționali) și prin participarea la activitățile rețelei regionale LGBT+.

## Istoric
Puțin după restabilirea independenței, Lituania a decriminalizat relația sexuală consensuală între doi bărbați. Înaintea modificării codului penal în 1993, astfel de relații au fost pedepsite cu condamndare la închisoare cu mai mulți ani. Însă, în ciuda progresului, „homosexualii în Lituania trăiau încă în „underground”, incapabili să fie ei înșiși, stigmatizați de către media că răspândesc SIDA”, așa cum amintesc liderii mișcării naționale pentru drepturile LGBT+, Vladimir Simonko și Eduardas Platovas. Pentru a combate o astfel de discriminare, V. Simonko și E.Platovas au deschis clubul „Amsterdam” în Vilnius, în 1993, și au publicat ziarul „Amsterdam” în 1994. În aprilie 1994, cei doi au organizat prima conferință est-europeană ILGA în orașul lituanian Palanga. Acest eveniment a avut o significație majoră fiind prima conferință de acest gen găzduit într-o țară fost sovietică. În 1995, Simonko și Platovas au înființat oficial Liga Lituaniană Gay . De atunci, LGL este singura organizație din țară care luptă exclusiv pentru promovarea drepturilor LGBT+.